# 广告克星

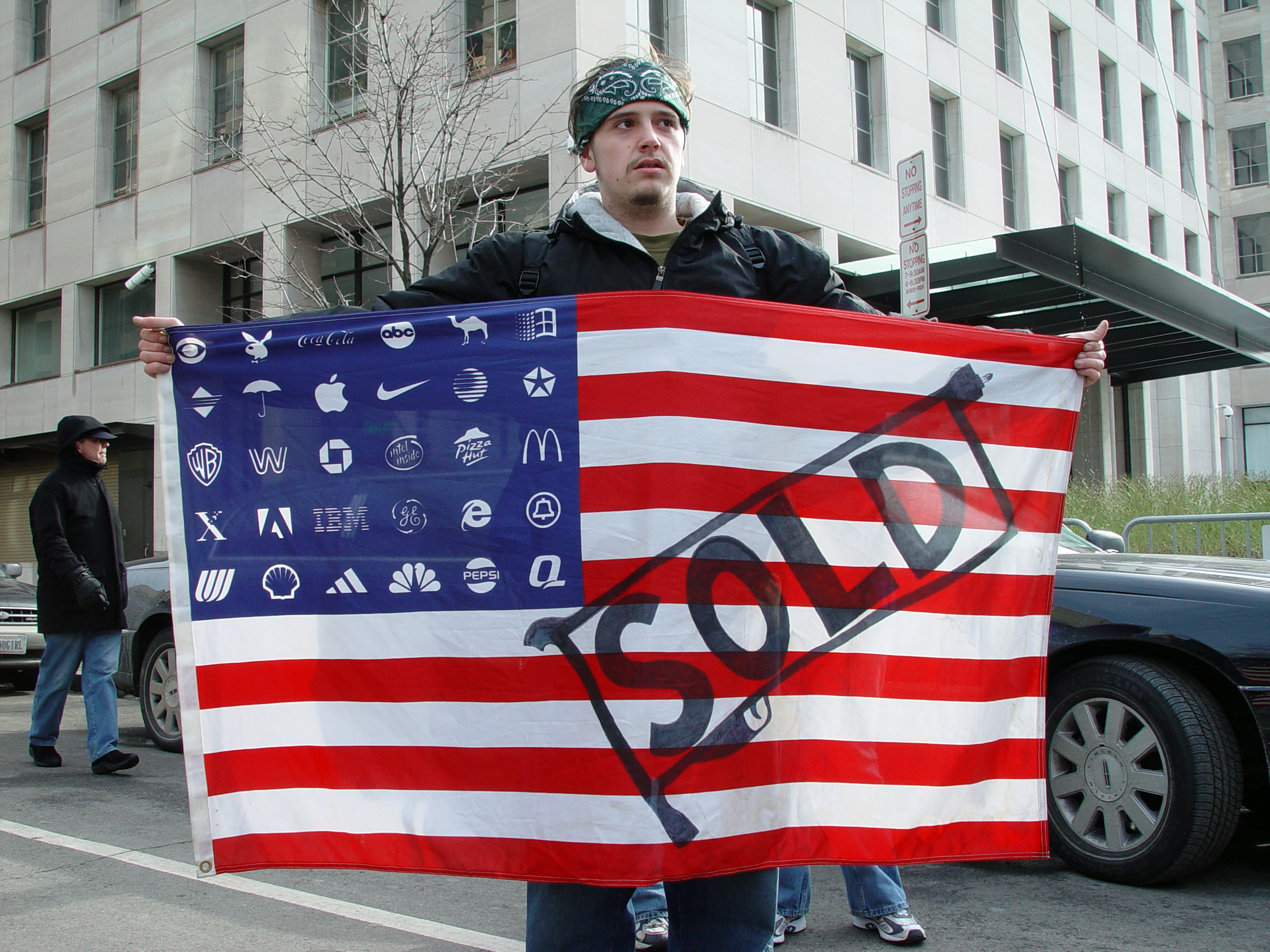
2005年2月，支持该组织的成员手举着一幅由美国大公司的标志组成的美国国旗，以反对大公司对美国的影响和控制

广告克星媒体基金会（英語：Adbusters Media Foundation）是一个非盈利的、宣传反消费主义和环保主义的加拿大社会活动组织。1989年由卡勒·拉森和比尔·施玛尔兹在温哥华创办。该基金会把自己描述为“一个在信息时代中热衷于发展新的社会运动的艺术家、活动家、作家、恶作剧者、学生、教育者和企业家组成的全球性的网络”。
该基金会出版了广受读者支持的、无广告的社会活动杂志《广告克星》，其全球发行量在2009年左右达到12万份。它在捐助者的支持下以抵制消费主义为主要目标。过去和目前的知名捐助者包括：Christopher Hedges、Matt Taibbi、Bill McKibben、Jim Munroe、Douglas Rushkoff、Jonathan Barnbrook等。
该组织已经发起了许多国际性运动，如不消费日、关闭电视周和占领华尔街，同时以其嘲讽流行广告的“颠覆性广告”而闻名。
该杂志发刊周期为两月，以英语发行美国、加拿大、英国、澳洲、国际版本。其姐妹组织包括法国的Résistance à l'Aggression Publicitaire、Casseurs de Pub、挪威的Adbusters Norge、瑞典的Adbusters Sverige、以及日本的Culture Jammers。

## 历史
广告克星1989年由卡勒·拉森和比尔·施玛尔兹创办，两位创始人均是优秀纪录片电影制作人，生活在温哥华。自20世纪80年代初起，拉森一直在制作有关西方应该如何从精神方面和文化方面向日本学习，以应对资本主义的电影。
1988年，伐木业的“发声筒”加拿大不列颠哥伦比亚省林业委员会（the British Columbia Council of Forest Industries）受到了迅猛发展的环保主义运动造成的极大的公众压力。他们用名为《永远的森林》（Forest Forever）的电视广告予以反击。该广告是一条典型的“洗绿”（greenwashing）式广告, 广告中充斥着快乐的孩童、工人和动物，配以引人信赖的旁白，试图向公众传达伐木行业在保护着森林的信息。
拉森与施玛尔兹对这种利用大众媒体传递他们认为带有欺骗性的反环保主义广告感到非常愤怒。作为回应，他们制作了对抗式广告《说话的森林》（Talking Forest），在广告中一颗老树向一颗小树苗解释为何“林场不是森林”。但是他们没能在播放伐木业广告片《永远的森林》的同一家电视台（CBC）买到广告播放时间进行广告投放。一位广告克星的前员工说：“CBC（加拿大广播公司）对商业电视广告的反应点燃了广告克星对媒体基金会的不满。似乎拉森和施玛尔兹的商业广告对CBC来说太过具有争议性，他们的传递环保信息的广告以挑战大林业公司的广告被认为是‘辩护式的广告’而不被准许播放，同时‘资讯式’的歌颂过度伐木的广告却可以播放。
”
广告克星的建立是基于他们这样的信念：他们认为在信息流动的过程中，普通民众与商业公司接触信息的能力并不相同。该基金会的一个持续进行的关键运动就是“媒体宪章”（the Media Carta），该运动旨在保护神圣而不可侵犯的在所有国家自由交流的权力和普遍的人权。
该组织认为对信息流动议题的关切不仅仅是由于对保护民主透明性、保障言论自由和保障公众对媒体接近性的关切，而更是对人们在心理层面受到的消费主义影响的关切。对促进消费主义的广告进行抗争并不是为了实现目标而进行的手段，它就是目标本身。对这种转变的强调是心理环保主义（参见心理环保）的一个重要元素。

## 心理环保主义（英语：Mental environmentalism）
《广告克星》杂志的标题就是“心理环境的期刊”。卡勒·拉森在其1996年的采访中这样解释广告克星的目标：
“我们试图领导一种新的社会运动，运用大众媒体的力量来兜售理念而不是商品。来自环保运动的‘绿色思考’（greenthink）激励了我们，它不拘泥于意识形态上的左或右，而是将环保道德引入到精神道德中，试图清理我们大脑中的有毒区域。你不能在做垃圾回收做一个环保好市民的同时，看四个小时的电视接收着所有涌向你的销售信息。”

## 议题

### 反广告
广告克星称自己是反对广告的，它反广告是因为广告在消费者文化中的创立和维持扮演了重要的角色。他们认为广告企业费尽心机地将欲望，身份与商品相联系起来。广告克星认为广告通过在电影，运动甚至是学校中体的频繁出现，渗透进了现代文化中，对公众进行了话语和心灵空间上的“殖民”。广告联盟的目标包括反对广告的消极影响以及赋权读者去夺回他们对文化的控制。
他们的积极行动也包括其他的方式，例如对商业抵制和“用艺术抗议”，并且常常运用幽默的手法。具体行动包括篡改广告牌，谷歌轰炸，快闪族活动和给SUVS贴假停车票等。广告克星把这些称作为“逆流而上”的先去主义，并且在杂志中称赞文化干扰的活动，以此鼓励他们的读者积极参与。

### 媒体宪章
“媒体宪章”是对财团控制公共电视广播和其他传播手段发起挑战的宪章。其目标是“让公共电视广播真的变成公共的，而不仅是受商业公司控制的。超过3000人签署了这一文件，表达了他们想要重夺公共空间的愿望。

### 法律行动
2009年4月3,日，加拿大不列颠哥伦比亚省上诉法院（英语：British Columbia Court of Appeal）全体一致通过否决了该省最高法院2008年2月的一起裁决，上诉法院最终同意了广告克星因加拿大广播公司和CanWest公司拒绝播放其“反广告式”广告而提起的诉讼。 拉森认为这是他们所取得的胜利。

### 电子产品“戒毒”周
2009年4月，广告克星组织将“关闭电视周”改为电子产品“戒毒”周（英语：Digital Detox Week），鼓励人们在7天的时间里“拔掉电线”，不用任何电子产品。

### 一个旗帜比赛
“一个旗帜”比赛鼓励杂志读者们创作自己的象征着“全球公民身份”的旗帜，旗帜上不能有任何的语言或通用标识。

## 运动

### 文化干扰（Culture jamming）
文化干扰（文化反堵）是广告克星对抗消费主义的一个主要手段。广告克星杂志在《錯誤：語言代碼「The Rebel Sell」不存在（英语：The Rebel Sell）》一书中被形容为“文化干扰运动的旗舰出版物”。文化干扰的目标是通过干扰正常的消费行为来揭示广告、媒介信息和人造消费商品背后的意识形态。表现形式常为故意破坏、恶搞商业广告LOGO及广告牌等。广告克星认为大公司控制着主流媒体和信息的流动，而文化干扰就是对此的抗议。”干扰（英语：jam）“一词有多重含义：一是通过将已经存在的图像或理念重新排列来进行即兴创作，二是通过停止消费主义的运行来进行干扰。
广告克星的积极行动将草根人士的努力与对环保与社会的关切联系在一起，倡导其追随者“通过非消费主义的策略重建他们的自我”。广告克星基金会因其进行的文化干扰活动而著名，同时其发行的杂志常以刊登读者发来的有政治目的的广告牌或是有破坏目的的广告的照片为特征。

### 黑点鞋运动（Blackspot Shoes campaign）
2004年，广告克星基金会开始售卖鞋子。他们售卖的鞋子的名字和LOGO都是“开源的”，换句话说，是不受个人商标约束的。每双鞋子都附带一张宣传页——上面写着“重新思考酷”。他们以此来邀请鞋子的购买者加入黑点鞋运动。鞋子上有两个点——鞋帮处的一个大的白点可以用来画LOGO，而足尖处的红点用来“猛踢大公司的屁股”。
黑点鞋共发售过三款，分别为仿匡威(该公司2003年被耐克收购)的“All-Star”的V1款,烈焰红色版的V1款和由加拿大鞋子设计师錯誤：語言代碼「John Fluevog」不存在设计的用天然麻和回收车胎制作的V2款。
经过了对在全球范围内的反血汗工场的广泛搜索之后，广告克星最终找到了一家葡萄牙的小型工厂进行黑点鞋的生产。他们通过非传统的分配网络售出了超过两万五千双的黑点鞋，被视作是西方消费者行动主义营销（英语：consumer activism marketing）的一个典型案例。
广告克星这样描述黑点鞋运动的目标：
黑点鞋是我们的一场草根资本主义的实验。经过多年对诸如麦当劳、星巴克和耐克等大公司的反对和指责，我们想要证明经营一种道德的、环保的生意也是可能的……并且从大公司的市场份额中分一杯羮比只是抱怨他们要好得多。

#### 评价
对广告克星持批判态度的《錯誤：語言代碼「The Rebel Sell」不存在（英语：The Rebel Sell）》指出黑点鞋的存在证明了“没有一个理性的人会相信‘主流’文化和‘异类’文化存在着对立。”
在2008年6月《彭博商业周刊（英语：Bloomberg Businessweek）》的封面故事中，黑点鞋运动在“反商业”版块中被提及，该杂志邀请了两位广告界高管在其“问问专家”栏目中对该运动进行评价。布莱恩•马丁(英语：Brian Martin)认为“黑点”很好地传达给消费者这样的信息：“我们知道我们在对你进行市场营销，但是你在这方面跟我们一样在行，而且你的想法很重要。”  另一位”专家“戴维•韦弗则说”它（黑点鞋运动）不只是号召大家买鞋，而更是号召大家通过买鞋成为广告克星的一员。“

### 占领华尔街
（英语：Occupy Wall Street）
2011年中，广告克星基金会发起了和平占领华尔街的抗议活动，对全球经济危机背景下大公司对民主的影响、不断扩大的贫富差距、和法律手段的缺乏提出抗议。他们试图将埃及2011年解放广场的抗议活动与2011年西班牙的抗议活动的象征性意义联系在一起。《广告克星》的高级编辑錯誤：語言代碼「Micah M. White」不存在说他们仅向其邮件列表中的联系人发送了邮件倡议人们进行抗议活动，随后“世界范围内人们自发地开始了抗议”。广告克星的网站上称他们号召“建立一个将金钱和政治相分离的总统委员会”，从而“建立新的美国”。宣传占领华尔街活动的标志性海报是一个舞者站在华尔街的象征性雕塑华尔街铜牛之上。2011年7月13日，《广告克星》杂志的员工在Twitter上建立了“占领华尔街”的主题标签。
虽然占领华尔街运动由广告克星发起，但广告克星并没有完全控制该运动的走向，随后该运动发展成为全世界范围内的一系列占领运动。

## 批评

### 商业化风格
广告克星被批评者指出其风格和形式与他们所抨击的媒体和商业产品过于相像。批评者认为《广告克星》杂志的精美设计使得其价格昂贵，同时该杂志重视风格重于内容，杂志内容质量低于平均水平。
此外，《錯誤：語言代碼「The Rebel Sell」不存在（英语：The Rebel Sell）》的作者希斯（英语：Heath）和波特（英语：Potter）同样对广告克星持批判态度。以黑点鞋运动为例，他们认为广告克星越是强调自己的另类性和颠覆性，越是将黑点鞋推向主流市场。消费者们总是希望将自己与他人相区别，寻求特殊性，主流市场也喜欢个性化的品牌，而这正是广告克星所推崇的。因此希斯（英语：Heath）和波特（英语：Potter）认为广告克星基金会实质上是推崇资本主义价值观的。
黑点鞋运动引起了激烈的争论，对此广告克星也承认他们为了推广黑点鞋，也运用了与他们所谴责的公司一样的方法——买广告版面。

### 法律问题
广告克星在1995年发起了第一次法律方面的质疑。在2004年，广告克星再一次对加拿大广播公司（CBC）、CTV电视网、CanWest和CHUM有限公司拒绝播放其反消费主义广告发起法律质疑，他们认为这是对言论自由的侵犯。但正如CHUM有限公司的一名代表所说：“（广告克星制作的广告）极端公然地讨伐电视台产业，也就是我们全部的核心产业。你也知道我们不可能一边售卖我们的广告时间，一边告诉人们关掉电视。” 

### 反犹太主义
2004年3月，广告克星杂志刊登了一篇名为《为什么没人说他们是犹太人？》的文章，在此之后他们被谴责是反犹太主义。该文章列出了一个乔治·沃克·布什政府内新保守主义支持者的名单，并且用黑点标记了所有该名单中被认为是犹太人的名字。基于以色列在中东所扮演的角色，文章质问道为什么信奉新保守主义的犹太人所具有的政治意义对美国在中东地区的外交政策所产生的影响并没有引起足够的关注和讨论。
2010年10月，啟康藥房（加拿大连锁超市）将《广告克星》杂志下架，因为在其在一篇文章中用拼贴画将加沙地带比作华沙犹太区，以此抨击以色列在加沙地区的禁止令。加拿大裔犹太人委员会（英语：錯誤：語言代碼「Canadian Jewish Congress」不存在）号召抵制《广告克星》，要求书店将《广告克星》列入黑名单，谴责其试图“矮化納粹大屠殺”及反犹太主义。
作为回应，《广告克星》杂志认为，针对他们的反犹太主义的指控是试图压制其对以色列政策的合法批评。

### 无效行动
部分批评者认为文化反堵运动并没有起到很大的作用。另有批评者认为广告克星组织所发起的活动让中、上层阶级极容易产生一种被赋权的错觉，因为他们的一些活动并不需要个人的投入，比如不消费日。这些批评指出我们需要抵制的应该是资本主义剥削所带来的结果，而不是“症状”。

## 奖项
1999年，广告克星获得了加拿大年度国家杂志奖。